# Maison forte de Marclaz
Le château de Marclaz  est une ancienne maison forte de la fin du XVe siècle, situé au hameau éponyme sur la commune de Thonon-les-Bains une commune française, dans le département de la Haute-Savoie en région Auvergne-Rhône-Alpes.
Au Moyen Âge, elle est le centre de la seigneurie de Charmoisy et Marclaz. Le château fait l’objet d’une inscription au titre des monuments historiques depuis le 12 juillet 1995.

## Situation
La maison forte se situe à 4 km au sud-ouest de Thonon-les-Bains, dans le hameau de Marclaz, en rive gauche du Pamphiot. Elle surveillait la route de Genève.

## Historique
La maison forte passe par le mariage de Gasparde de Ravais en 1515 aux Vidomne de Chaumont,, qui donne naissance à la branche des Vidomne de Charmoisy. Elle est le siège de la seigneurie de Charmoisy et Marclaz comprend les territoires Lauzenettaz, Dursilly, Anthy, Corzent.
La maison forte est ravagée en 1589 lors de la guerre qui oppose le duc de Savoie Charles-Emmanuel d'une part à Genève et au roi de France d'autre part.
En 1600, Claude de Vidomne de Charmoisy, fils de Charles de Vidomne, épouse Louise du Châtel, normande, qui sera la Philotée de saint François de Sales dans sa correspondance publié sous le titre « Introduction à la vie dévote ». Ce dernier séjournera plusieurs fois au château de Marclaz.
La maison forte passe par mariage en 1659 à Victor-Amédée de Mareschal de La Valdisère de Saint-Michel,. La seigneurie est érigée, en sa faveur, en marquisat en 1671,. Le dernier de cette famille, Henri de Mareschal de Duyn de La Valdisère, commandant du Genevois, entreprend la construction d'un nouveau château, somptueux mais qui le mène à la ruine,. Il la lègue en 1795 à Josepthe de Seyssel-la-Charniaz, nièce de son épouse Henriette Pelard d'Épagny,.
Josepthe de Seyssel-la-Charniaz épouse le chevalier Carron qui devient le nouveau propriétaire du château,. Ce dernier fait démolir le château du marquis de Mareschal de La Valdisère, et il aurait fait vendre une partie de son contenu, meubles et archives, à Genève. Il fait construire sur une maison plus petite,. Le couple meurt sans enfant et le château passe aux sœurs de Josepthe de Seyssel-la-Charniaz, Mme de May (sans postérité) et Mme de Ville. Le mari de cette dernière, le comte de Ville, fait entreprendre une rénovation de l'ensemble. Leurs descendants vendent le château au baron de Chanteau qui le lègue à sa fille. Cette dernière a épousé le comte Max de Foras, qui devient le nouveau propriétaire,.

## Description
Le domaine de Marlaz est composée de nos jours, principalement de la maison forte du XVIe siècle, ainsi que la demeure construite par le chevalier Carron.
La maison forte dernière se présente sous la forme d'un corps de logis quadrangulaire à deux étages, qui s'éclaire par des fenêtres à meneaux auquel est accolée une tour ronde coiffée en poivrière au centre de la façade et qui abrite un escalier à vis ; sa base est percée d'une canonnière.